# پروتس (شهر اتریش)
پروتس (به آلمانی: Prottes) یک منطقهٔ مسکونی در اتریش است که در ناحیه گنزرندورف واقع شده‌است. پروتس ۱٬۲۸۰ نفر جمعیت دارد.